# Sutton-at-Hone
Sutton-at-Hone – wieś w Anglii, w hrabstwie Kent, w dystrykcie Dartford. Leży 26 km na północny zachód od miasta Maidstone i 28 km na południowy wschód od centrum Londynu.